# Dragoslav Mihailović
Dragoslav Mihailović (Ćuprija, 1930. november 17. – ?, 2023. március 12.) szerb író.

## Élete
Mihailović 1957-ben diplomázott jugoszláv irodalomból a Belgrádi Egyetemen, majd 1981 óta a Szerb Tudományos és Művészeti Akadémia tagja. 1950-ben letartóztatták, majd 15 hónapig bebörtönözték Goli otokon.
Mihailović Belgrádban élt. 2023. március 12-én halt meg, 92 évesen.

## Művei
- 1967 – Frede, laku noć (Фреде, лаку ноћ); Matica srpska, Novi Sad
- 1968 – Kad su cvetale tikve (Кад су цветале тикве); Matica srpska, Novi Sad
- 1975 – Petrijin venac (Петријин венац); Srpska književna zadruga, Belgrade
- 1983 – Čizmaši (Чизмаши); Srpska književna zadruga, Belgrade
- 1990 – Goli otok (Голи оток); NIP Politika, Belgrade
- 1993 – Lov na stenice (Лов на стенице); Beogradski izdavačko-grafički zavod, Belgrade
- 1994 – Gori Morava (Гори Морава); Srpska književna zadruga, Belgrade
- 2001 – Crveno i plavo (Црвено и плаво); NIN, Belgrade
- 2006 – Vreme za povratak (Време за повратак)
- 2010 – Preživljavanje (Преживљавање); Zavod za udžbenike, Belgrade
- 2019 – Treće proleće (Треће пролеће); Laguna, Belgrade

### Magyarul megjelent művei
- Mikor virágzott a tök (Кад су цветале тикве) – Európa, Budapest, 1978 (Modern könyvtár) · ISBN 963-07-1319-5 · utószó Sztepanov Predrág, fordította: Horváth Erzsébet
- Petrija koszorúja (Petrijin venac) – Európa, Budapest, 1982 · ISBN 9630726211 · fordította: Szűcs Imre

## Fordítás
- Ez a szócikk részben vagy egészben  a   Dragoslav Mihailović című angol Wikipédia-szócikk fordításán alapul.  Az eredeti cikk szerkesztőit annak laptörténete sorolja fel. Ez a jelzés csupán a megfogalmazás eredetét és a szerzői jogokat jelzi, nem szolgál a cikkben szereplő információk forrásmegjelöléseként.